# San Gregorio da Sassola
San Gregorio da Sassola település Olaszországban, Lazio régióban, Róma megyében. Lakosainak száma 1438 fő (2023. január 1.). San Gregorio da Sassola Capranica Prenestina, Casape, Ciciliano, Róma, Tivoli, Castel Madama és Poli községekkel határos.

## Népesség
A település lakossága az elmúlt években az alábbi módon változott:
| Lakosok száma | 1589 | 1582 | 1438 |
|               | 2017 | 2018 | 2023 |